# Saltillo (Baja California)
Saltillo o Ejido Saltillo, es una localidad mexicana, del municipio de Mexicali, Baja California, enclavada en la delegación Venustiano Carranza, en la parte central del valle de Mexicali. Según el censo del 2010 realizado por el INEGI, la población en aquel momento ascendía a 1560 habitantes. Se ubica en las coordenadas 32°25'27" de latitud norte y 115°07'30" de longitud oeste. El Saltillo se encuentra comunicado principalmente por la carretera estatal n.º 2, la cual recorre el poblado de este a oeste, haciendo intersección en su extremo occidental con la carretera federal No. 2 justo a las afueras de la mancha urbana de Mexicali y en el extremo oriental conduce a la localidad de Los Algodones. También está comunicado por la carretera estatal n.º 25 que enlaza a este poblado con el del ejido Tlaxcala al norte.
El nombre del ejido Saltillo, es designado en homenaje a la ciudad de Saltillo. Es la tercera localidad más importante en su delegación, por el número de habitantes, después de la cabecera delegacional que es Delta y del ejido Nuevo León .